# Gabriel Louis François de Neufville, duc de Villeroy
Gabriel Louis François de Neufville de Villeroy (* 8. Oktober 1731; † guillotiniert 28. April 1794 in Paris) war Duc de Villeroy, Duc de Retz, Pair de France, Marquis de Neufville et d’Alincourt, Comte de Sault.

## Leben
Gabriel de Neufville war der jüngste und einzige überlebende Sohn von François Camille de Neufville de Villeroy (1700–1732), Marquis und 1729 Duc d’Alincourt, und Marie Josèphe de Boufflers (1704–1738). Er wurde in seinen ersten Lebensjahren als Comte de Sault bezeichnet, später als Marquis de Villeroy.
Er war Capitaine des gardes du corps du Roi (2. Compagnie française) (1758 bis 1791), wurde Maréchal de camp, Colonel au Régiment de Lyonnais, sowie am 29. November 1763 Gouverneur von Lyon, vermutlich nach dem Rücktritt seines Onkels Louis François Anne im gleichen Monat. Durch den Tod seines kinderlosen Onkels am 13. Dezember 1765 wurde er Duc de Villeroy und Duc de Retz. Am 29. Januar 1767 wurde er Pair de France. Am 1. Januar 1773 wurde er zum Ritter des Ordens vom Heiligen Geist ernannt. 1778 verkaufte er das Herzogtum Retz an Alexandre de Brie-Serrant, Marquis de Serrant, (1748–1814). Der neue Duc de Retz wiederum verkaufte 1780 bis 1782 große Teile des Herzogtums an zahlreiche Interessenten, woraufhin ihm der Herzogstitel aberkannt wurde. 1781 wurde er Lieutenant-général.
1766 kaufte er das spätere Hôtel Beauharnais in der Rue de Lille in Paris, das seit 1818 die Residenz des Preußischen, später Deutschen Botschafters in Frankreich ist. Vom Tod seines Onkels bis 1768 war er Eigentümer des Hôtel de Villeroy in der Rue de Varenne in Paris.
Gabriel de Neufville wurde während der Revolution am 31. Dezember 1790 als letzter Gouverneur von Lyon des Ancien Régime abgesetzt.
Der letzte Herzog von Villeroy starb am 28. April 1794 in Paris unter der Guillotine. Mit ihm starb die Familie Neufville de Villeroy in männlicher Linie aus.

## Ehe und Familie
Gabriel de Neufville heiratete am 13. Januar 1747 per Ehevertrag Jeanne Louise Constance d’Aumont (* 11. Februar 1731 in Paris; † 1. Oktober 1816 in Versailles), Tochter von Louis-Marie-Augustin d’Aumont, Duc d’Aumont, Pair de France, und Victoire Félicité de Durfort-Duras (Haus Aumont). Die Ehe blieb kinderlos.
Gabriel de Neufville hatte Étiennette Marie Périne Le Marquis, dite Mme de Villemomble (* 1737 in Dinan, † 1806 in Paris), zur Mätresse und mit ihr eine Tochter, Anne-Camille de Neufville (* 28. Juni 1753), die 1776 durch Heirat zur Comtesse de Vassan wurde. Mme de Villemomble war von 1759 bis 1773 die Maîtresse en titre von Louis-Philippe, duc d’Orléans, von dem sie sechs Kinder bekam, die später legitimiert wurden, sowie ab 1767 Dame de Villemomble.